# Капрара, Джованни
Джованни Капрара (итал. Giovanni Caprara; р. 7 ноября 1962, Медичина) — итальянский женский волейбольный тренер, в 2005—2008 годах — главный тренер женской сборной России, с апреля 2010 по март 2011 года — главный тренер женской сборной Греции. Заслуженный тренер России (2008).

## Тренерская карьера
| Тренер клубов итальянской и турецкой лиг | Тренер клубов итальянской и турецкой лиг | Тренер клубов итальянской и турецкой лиг | Тренер клубов итальянской и турецкой лиг                                                                                 |
|                                          | Клуб                                     | Сезоны                                   | Достижения |
| ---------------------------------------- | ---------------------------------------- | ---------------------------------------- | --- |
| Второй тренер                            | «Бергамо»                                | 1998/1999, 1999/2000                     | - 1998/1999 — чемпион Италии, победитель Кубка чемпионов - 1999/2000 — победитель Кубка чемпионов                        |
| Главный тренер                           | «Реджо-Калабрия»                         | 2000/2001                                | - 2000/2001 — чемпион Италии, обладатель Кубка Италии                                                                    |
| Главный тренер                           | «Сассуоло»                               | 2001/2002, 2002/2003                     | - 2001/2002 — вывел команду из дивизиона A2 в дивизион A1                                                                |
| Главный тренер                           | «Бергамо»                                | 2003/2004, 2004/2005                     | - 2003/2004 — победитель Кубка ЕКВ - 2004/2005 — чемпион Италии, победитель Лиги чемпионов                               |
| Главный тренер                           | «Перуджа»                                | 2008/2009                                | |
| Главный тренер                           | «Пьяченца»                               | 2009/2010                                | |
| Главный тренер                           | «Азистел» (Новара)                       | 2010/2011, 2011/2012                     | |
| Главный тренер                           | «Вилла-Кортезе»                          | 2012/2013                                | |
| Главный тренер                           | «Пьяченца»                               | 2012/2013, 2013/2014                     | - 2012/2013 — чемпион Италии, обладатель Кубка Италии - 2013/2014 — чемпион Италии, обладатель Суперкубка и Кубка Италии |
| Главный тренер                           | «Эджзаджибаши» (Стамбул)                 | с 2014 года                              | - 2014/2015 — победитель Лиги чемпионов и клубного чемпионата мира                                                       |

### Во главе сборной России
14 марта 2005 года был утверждён на посту главного тренера женской сборной России; его предшественником был знаменитый Николай Карполь. Достижения:
- чемпионат Европы 2005 — 3-е место;
- Гран-при 2006 — 2-е место;
- чемпионат мира 2006 — 1-е место;
- чемпионат Европы 2007 — 3-е место.

Жена — Ирина Кириллова, одна из лучших волейболисток мира 2-й половины 1980-х годов (олимпийская чемпионка 1988, чемпионка мира 1990 в составе сборной СССР), после распада СССР выступавшая за сборную Хорватии. Будущие супруги познакомились, когда Кириллова играла в Бергамо, где Капрара был вторым тренером. В 2005 году у них родилась дочь. После назначения Капрары главным тренером сборной России Кириллова стала его ассистентом. В интервью после победы на чемпионате мира 2006 Капрара заявил, что хочет получить второе гражданство — российское.
После поражения 19 августа 2008 года сборной России от сборной Китая в четвертьфинале олимпийского турнира (впервые сборная Россия не пробилась в полуфинал Олимпийских игр) в интервью Капрара сказал:

Думаю, что основная причина поражения лежит в российском менталитете. Почему-то наши волейболистки думают, что проводить за один год турнир «Гран-при» и Олимпиаду неправильно, так как они чрезмерно устают. Россиянам не хватает трудолюбия и должного настроя на матчи высокого уровня. Я пытался изменить менталитет, но не справился. Это моя главная ошибка.

 21 августа он подал в отставку с поста главного тренера женской сборной России (формально контракт заканчивался 31 августа).

### Конец 2008 года и далее
В ноябре 2008 года вернулся в Италию и возглавил «Перуджу» — один из сильнейших клубов серии А1, победителя Лиги чемпионов-2007/08, однако в апреле 2009 года, сразу после завершения регулярного сезона итальянской лиги, по итогам которого команда Капрары заняла шестое место, был отправлен в отставку. Причиной такого решения руководства клуба стали не столько результаты команды, сколько поведение её наставника во время проходившего в Перудже полуфинального матча Лиги чемпионов, проигранного соперницам из Бергамо: Джованни Капрара не явился на обязательную послематчевую пресс-конференцию и чем-то оскорбил почётного президента «Перуджи» Карло Яконе.
Вскоре бывший главный тренер сборной России подписал контракт с «Пьяченцей», которая в сезоне-2009/10 дебютировала в серии A1, но заняв 11-е место в регулярном чемпионате, не смогла сохранить прописку в элитном итальянском дивизионе. С апреля 2010 по март 2011 года Джованни Капрара работал в должности главного тренера женской сборной Греции. В 2010—2012 годах также возглавлял «Азистел» из Новары. В мае 2012 года эта команда была объединена с «Вилла-Кортезе», в которой Капрара продолжил работать до февраля 2013 года, после чего возглавил «Пьяченцу». Под его руководством «Пьяченца» выиграла Кубок и чемпионат Италии, а также дошла до финала Кубка вызова, где уступила краснодарскому «Динамо».
В мае 2013 года Джованни Капрара намеревался подписать контракт с бакинским «Азеррейлом», но после победы «Пьяченцы» в чемпионате Италии принял решение остаться в итальянском клубе. Снова завоевав и скудетто, и Кубок страны, Капрара отправился в «Эджзаджибаши» и в сезоне-2014/15 привёл стамбульскую команду к победам в Лиге чемпионов и на клубном чемпионате мира.